# Julius Wostyn
Julius Wostyn (Ruddervoorde 6 mei 1899 - Knokke 19 april 1967) was een Belgisch volksvertegenwoordiger, senator en arts.

## Levensloop
Tijdens de Eerste Wereldoorlog was Wostyn vrijwilliger in het Belgisch leger. Hij vatte vervolgens zijn studies geneeskunde aan als pupil van het leger en was na het bekomen van zijn diploma (VUB, 1925) van 1927 tot 1933 legerarts. Hij vestigde zich vervolgens in de Brugse volkswijk Sint-Gillis, met latere verhuis naar de hoek van de Geerolfstraat en het Pandreitje. Hij verwierf de reputatie van een populaire volksdokter. In Oostkerke richtte hij een polikliniek op, als deel van de ziekenzorg verzekerd door de socialistische Bond Moyson.
Tijdens de Tweede Wereldoorlog werd hij opgepakt en opgesloten in de gevangenis van Leuven.
Van 1939 tot 1964 was hij socialistisch gemeenteraadslid van Brugge. Van 1946 tot 1949 en van 1950 tot 1961 was hij volksvertegenwoordiger voor het arrondissement Brugge. Daar tussenin was hij in 1949-1950 senator, verkozen door de provincieraad van West-Vlaanderen.
Wostyn had nauwe vriendschapsbanden met Achiel Van Acker. In 1932 vervoegde hij hem als lid van de Brugse vrijmetselaarsloge La Flandre.